# Thereva grancanariensis
Thereva grancanariensis är en tvåvingeart som beskrevs av Baez 1982. Thereva grancanariensis ingår i släktet Thereva och familjen stilettflugor.
Artens utbredningsområde är Kanarieöarna. Inga underarter finns listade i Catalogue of Life.